# Chi Ngọc lan
Chi Ngọc lan hay chi Giổi (Michelia) là một chi thực vật có hoa thuộc về họ Mộc lan (Magnoliaceae). Chi này có khoảng 50 loài cây thân gỗ và cây bụi thường xanh, có nguồn gốc ở miền nhiệt đới và cận nhiệt đới của Nam Á và Đông Nam Á (miền Ấn Độ - Mã Lai), bao gồm cả miền nam Trung Quốc.

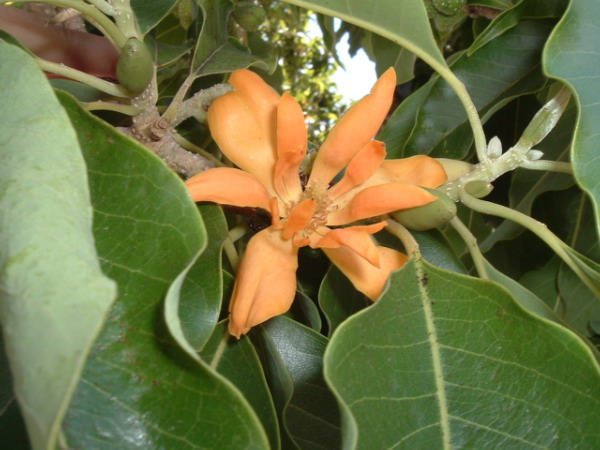
Hoa màu vàng nhạt của Hoàng ngọc lan (Michelia champaca).

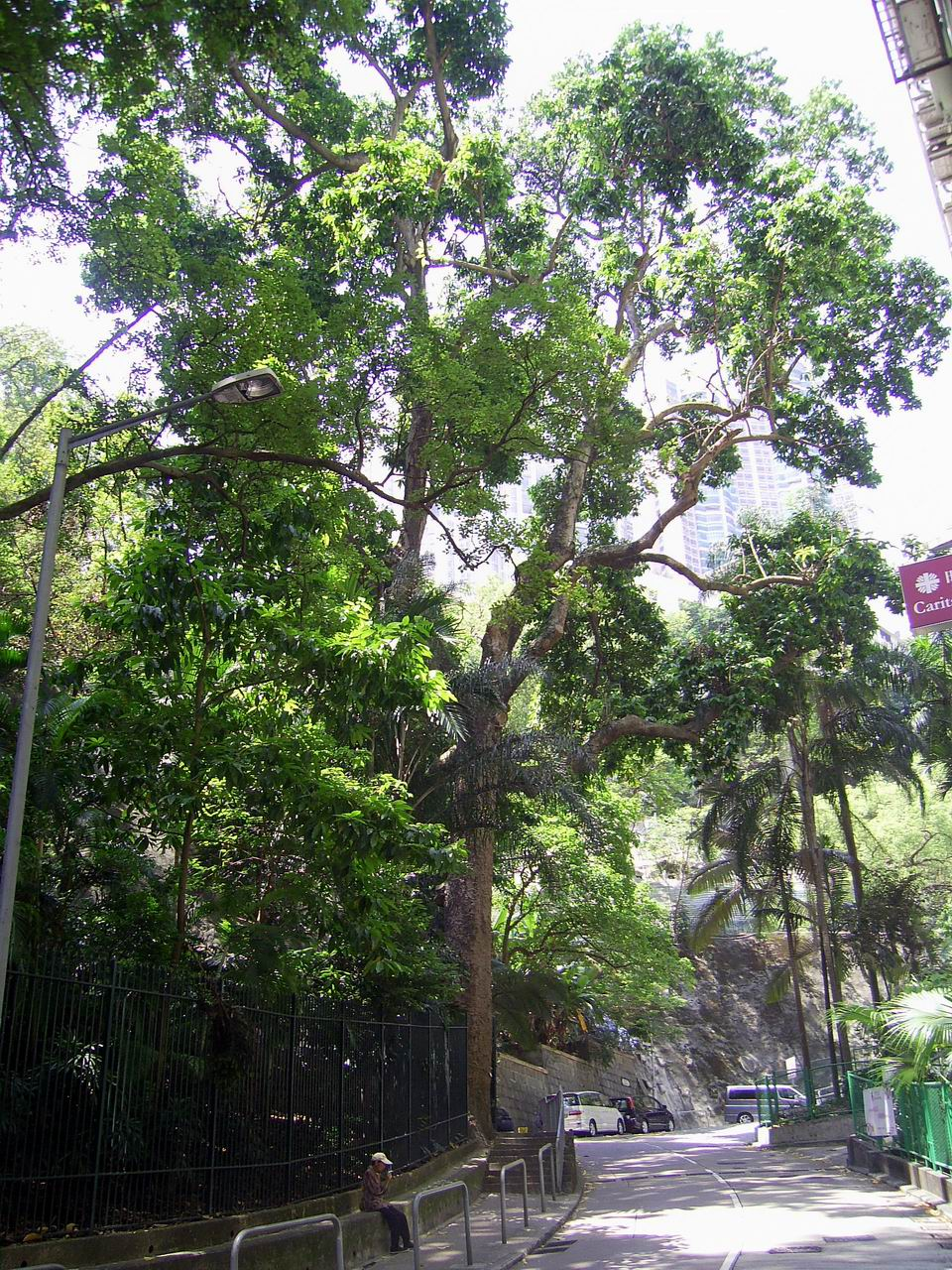
Bạch ngọc lan

Họ Magnoliaceae là một họ cổ; các hóa thạch thực vật được xác định thuộc về họ Magnoliaceae có niên đại tới 80-95 triệu năm. Các đặc điểm nguyên thủy của họ Mộc lan là các hoa lớn, hình dáng tựa như đài hoa và thiếu các đặc điểm của cánh hoa hay đài hoa thực thụ. Các bộ phận lớn không chuyên biệt của hoa, tương tự như cánh hoa, được gọi trong tiếng Anh là tepal (không có thuật ngữ tương đương trong tiếng Việt).
Lá, hoa và hình dáng của chi Michelia là tương tự như chi Magnolia (mộc lan), nhưng hoa của chi Michelia nói chung mọc thành cụm giữa các nách lá, hơn là mọc đơn ở đầu cành như của chi Magnolia.
Một vài loài cây thân gỗ lớn là các nguồn cung cấp gỗ có giá trị quan trọng mang tính địa phương. Một số loài, bao gồm hoàng ngọc lan (M. champaca) và M. doltsopa được trồng để lấy hoa, cả để làm cây cảnh cũng như lấy hoa thuần túy. Hoa hoàng ngọc lan cũng được sử dụng để sản xuất tinh dầu trong công nghiệp sản xuất nước hoa. Một số loài đã được đưa vào các khu vực ngoài miền Ấn Độ - Mã Lai để trồng trong vườn hoặc trên đường, bao gồm M. figo, M. doltsopa và M. champaca. Tên khoa học của chi này được đặt theo tên của một nhà thực vật học người Firenze, Italy là Pietro Antonio Micheli (1679-1737).

## Thay đổi trong phân loại
Các dữ liệu hình thái học và phân tử gần đây đã chỉ ra rằng chi Michelia có quan hệ họ hàng rất gần với phân chi Yualania của chi Magnolia. Nhiều nhà thực vật học hiện nay cũng coi chi Michelia là như vậy và các tổ hợp tên gọi khoa học mới cũng đã được đề nghị cho nó. Để có thêm thông tin, xem bài về chi Mộc lan (Magnolia).

## Các loài
Các tên gọi thông thường có thể là giổi hay ngọc lan hoặc hàm tiếu.
- M. aenea Dandy (được coi là đồng nghĩa của M. foveolata Merr. ex Dandy theo J. Li (1997)[4])
- M. alba DC. (đồng nghĩa: M. longifolia Blume), loài lai ghép giữa M. champaca L. và M. montana Blume: Bạch ngọc lan, sứ ngọc lan, đại mộc, dầu gió, mộc hoa, ngọc đường xuân, vọng xuân, nghênh xuân, mộc lan (tên gọi này dành cho chi Magnolia nhiều hơn). Bạch ngọc lan có mùi hương rất thơm, ở Việt Nam được dùng làm hoa cúng (để trong đĩa cùng một số loại hoa nhỏ khác) chứ không bày chơi làm cảnh. Đàn bà người Việt có khi dùng hoa cài trên tóc hoặc giắt trong túi để lấy hương thơm.
- M. angustioblonga Y.-W.Law & Y.-F.Wu
- M. balansae (A.DC.) Dandy (đồng nghĩa gốc: Magnolia balansae A.DC.): Giổi bà
- M. baillonii (Pierre) Finet & Gagnep. (đồng nghĩa: Aromadendron spongocarpum, Paramichelia baillonii, Magnolia baillonii)
- M. braianensis Gagnep.
- M. calcicola C.Y.Wu ex Y.-W.Law & Y.-F.Wu (được coi là đồng nghĩa cho M. ingrata Chen & Yang theo Chen & Nooteboom (1993)[5])
- M. caloptila Y.-W.Law & Y.-F.Wu (đơn vị phân loại đáng ngờ, theo như Chen & Nooteboom (1993)[5])
- M. cavaleriei Finet & Gagnep.
- M. champaca L.: Hoàng ngọc lan, ngọc lan ngà, sứ vàng, hoàng miễn quế, đại hoàng quế, hoàng lan (tên gọi hoàng lan được biết đến nhiều hơn cho Cananga odorata thuộc họ Na, nó cũng là tên gọi của một loài lan thực thụ là Cymbidium lowianum). Có nguồn gốc ở Ấn Độ, Java và Philipin. Là cây thân gỗ hay cây bụi cao và có tán từ 3 – 6 m. Các lá bóng loáng, màu lục sáng dài tới 16 cm. Tạo ra các hoa thơm màu vàng, da cam hoặc trắng kem về mùa xuân. Hoa của nó cũng được dùng để sản xuất tinh dầu cho nước hoa.
- M. chapaensis Dandy (M. constricta)
- M. compressa (Maxim.) Sarg. (đồng nghĩa: M. formosana, M. philippinensis, Magnolia compressa Maxim.)
- M. coriacea Chang & Chen
- M. crassipes Y.-W.Law
- M. doltsopa Buch.-Ham. ex DC. (đồng nghĩa: M. manipurensis). Cây thân gỗ và cây bụi lớn, cao tới 30 m. Có nguồn gốc ở miền đông Himalaya và các rừng cận nhiệt đới Meghalaya. Dao động về hình dáng từ cây bụi rậm rạp tới cây gỗ mọc thẳng và hẹp tán. Các lá lục sẫm dày như da, dài từ 6 – 17 cm. Các cụm hoa trắng kem nở về mùa đông. Được trồng phổ biến trên các đường ven biển tại California.
- M. elegans Y.-W.Law & Y.-F.Wu (được coi là đồng nghĩa của M. cavaleriei Finet & Gagnep. theo Chen & Nooteboom (1993)[5])
- M. elliptilimba Chen & Noot. (được coi là đồng nghĩa của M. sphaerantha C.Y.Wu ex Z.S.Yue theo J. Li (1997))[4])
- M. faveolata Y.-W.Law & Y.-F.Wu: Giổi nhung
- M. floribunda Finet & Gagnep.
- M. foveolata Merr. ex Dandy
- M. fujianensis Q.F.Zheng
- M. fulgens Dandy (được coi là đồng nghĩa của M. foveolata Merr. ex Dandy theo Gagnepain (1939))[6]))
- M. fulva Chang & Chen
- M. fuscata (Andrews) Blume ex Wall. (đồng nghĩa gốc: Magnolia fuscata Andrews; được coi là đồng nghĩa cho M. figo (Lour.) Spreng. theo Baillon (1866)[7]): Hàm tiếu, giổi, hương tiêu, hoa tiêu. Cây bụi hay cân thân gỗ chậm lớn, cao tới 5 m và gần như thế về tán lá. Các lá nhỏ, bóng loáng màu lục mọc rậm rạp. Các cụm hoa lớn màu trắng, đôi khi có vệt màu tía. Hoa có mùi ngọt như của chuối. Port Wine Magnolia là một thứ của loài này có hoa màu hồng hay màu hạt dẻ.
- M. guangxiensis Y.-W.Law & R.-Z.Zhou
- M. hedyosperma Y.-W.Law (được coi là đồng nghĩa của M. hypolampra Dandy theo Chen & Nooteboom (1993)[5])
- M. hypolampra Dandy
- M. ingrata Chen & Yang
- M. iteophylla C.Y.Wu ex Y.-W.Law & Y.-F.Wu (đồng nghĩa cho Michelia formosana (Kaneh.) Masam. & Suzuki do cùng kiểu; M. formosana lại là đồng nghĩa của M. compressa (Maxim.) Sarg. theo Chen & Nooteboom (1993)[5])
- M. kisopa Buch.-Ham. ex DC.: Có nguồn gốc từ các rừng cận nhiệt đới Meghalaya
- M. koordersiana Noot.
- M. lacei W.W.Sm. (đồng nghĩa: M. tignifera)
- M. laevifolia Y.-W.Law & Y.-F.Wu (được coi là đồng nghĩa của M. yunnanensis Franch. ex Finet & Gapnep. theo Xia & Deng (2002)[8])
- M. lanuginosa Wall. (đồng nghĩa: M. velutina): Có nguồn gốc từ các rừng cận nhiệt đới Meghalaya
- M. leveillana Dandy
- M. longipetiolata C.Y.Wu ex Y.-W.Law & Y.-F.Wu (được coi là đồng nghĩa của M. leveilleana Dandy theo Chen & Nooteboom (1993)[5])
- M. longistamina Y.-W.Law (được coi là đồng nghĩa của M. martinii (H.Lév.) Finet & Gagnep. ex H.Lév. theo Chen & Nooteboom (1993)[5])
- M. longistyla Y.-W.Law & Y.-F.Wu (được coi là đồng nghĩa của M. foveolata Merr. ex Dandy theo Chen & Nooteboom (1993)[5])
- M. macclurei Dandy
- M. martini (H.Lév.) Finet & Gagnep. ex H.Lév. (đồng nghĩa gốc: Magnolia martinii H.Lév.)
- M. masticata Dandy
- M. maudiae Dunn
- M. mediocris Dandy: Giổi xanh
- M. microtricha (được coi là đồng nghĩa của M. floribunda Finet & Gagnep. theo J. Li (1997)[4])
- M. montana Blume
- M. nilagiricaZenker.. Có nguồn gốc từ miền nam Ấn Độ.
- M. odora (W.Y.Chun) Noot. & Chen (đồng nghĩa gốc: Tsoongiodendron odorum W.Y.Chun)
- M. pachycarpa Y.-W.Law & R.-Z.Zhou
- M. platypetala Hand.-Mazz. (được coi là một thứ của Magnolia maudiae (Dunn) Figlar (= Michelia maudiae Dunn) theo Sima (2001)[9])
- M. polylneura C.Y.Wu ex Y.-W.Law & Y.-F.Wu
- M. punduana Hook.f. & Thomson. Có nguồn gốc từ các rừng cận nhiệt đới Meghalaya
- M. rajaniana Craib
- M. salicifolia A.Agostini
- M. scortechinii (King) Dandy (đồng nghĩa gốc: Manglietia scortechinii King)
- M. shiluensis W.Y.Chun & Y.-F.Wu
- M. skinneriana Dunn (được coi là đồng nghĩa của M. figo (Lour.) Spreng. theo Chen & Nooteboom (1993)[5])
- M. sphaerantha C.Y.Wu ex Z.S.Yue
- M. subulifera Dandy
- M. szechuanica Dandy (được coi là phân loài của Magnolia ernestii Figlar (= Michelia wilsonii Finet & Gagnep.) theo Sima & Figlar (2001)[9])
- M. tonkinensis: Giổi xanh, giổi bắc
- M. wilsonii Finet & Gagnep. (đồng nghĩa: M. sinensis Hemsl. & E.H.Wilson; dựa trên cùng một kiểu nhưng công bố sau vài tuần)
- M. xanthantha C.Y.Wu ex Y.-W.Law & Y.-F.Wu
- M. yunnanensis Franch. ex Finet & Gapnep.